# Hopfenextrakt
Hopfenextrakt bezeichnet einen Auszug aus Hopfen. Er kann durch unterschiedliche technische Verfahren mit Hilfe von Kohlendioxid oder Ethanol als Lösungsmittel gewonnen werden.

## Verwendung
In der Lebensmittelindustrie wird Hopfenextrakt zum Beispiel bei der Herstellung von Süßigkeiten, Backwaren und Molkereiprodukten hinzugefügt. Die Verwendung von Hopfenextrakt wurde 1968 als Zutat für Bier für zulässig erklärt.
Die Kosmetikindustrie verwendet Hopfenextrakt für Lotionen und Cremes.
Hopfenprodukte unterschiedlichster Art werden auch in der Heilkunde verwendet. Sie werden als entzündungshemmendes und beruhigendes Mittel sowie zum Lindern von Schwellungen eingesetzt.
Eine Studie zeigt, dass Hopfenextrakt eine beruhigende Wirkung auf das zentrale Nervensystem haben kann. Es habe die Fähigkeit, den Bewegungsdrang und die Körpertemperatur zu senken, weiterhin fördere es den Schlaf.